# لج بن صلاح (أسلم)

تعديل مصدري - تعديل

لج بن صلاح هي إحدى قرى عزلة أسلم الشام بمديرية أسلم التابعة لمحافظة حجة، بلغ تعداد سكانها 134 نسمة حسب تعداد اليمن لعام 2004.